# John M. Efron
John M. Efron (* 25. August 1957) ist ein US-amerikanischer Historiker.

## Leben
Er erwarb 1979 den BA an der Monash University, 1981 den MA an der New York University und 1991 den PhD an der Columbia University. Er ist Koret Professor of Jewish History an der University of California, Berkeley.
Seine Forschungsinteressen sind neuere jüdische Geschichte und Kultur- und Sozialgeschichte des deutschen Judentums.

## Schriften (Auswahl)
- Defenders of the race. Jewish doctors and race science in fin-de-siècle Europe. New Haven 1994, ISBN 0-300-05440-8.
- Medicine and the German jews. A history. New Haven 2001, ISBN 0-300-08377-7.
- mit Steven Weitzman und Matthias B. Lehmann: The Jews. A history. Boston 2014, ISBN 0-205-85826-0.
- German Jewry and the allure of the Sephardic. Princeton 2016, ISBN 978-0-691-16774-9.
- From Łódź to Tel Aviv: The Yiddish political satire of Shimen Dzigan and Yisroel Shumacher, Jewish Quarterly Review 102,1 (2012), S. 50–79. (Project MUSE)[1]